# 信託型ストックオプション
信託型ストックオプションとは、業績連動型のインセンティブ制度の一種で、企業が発行したストックオプション（新株予約権）を、信託を通じて役員・従業員等に交付されるスキームである。制度の対象となる従業員等には企業への貢献に応じてポイントが付与され、信託期間の満了時にポイント数に応じたストックオプションが交付される。発行した新株予約権を信託にて一時的に保管し、企業への貢献度合いに応じて付与する点で、従来のストックオプション制度と異なる。
一般的なストックオプションに比べて、制度導入後の人事評価などを考慮したストックオプションの付与が可能となるため、業績や株価を意識した経営をする動機づけとなる。

## スキームの概要
信託型ストックオプションのスキーム概要は次のとおりである。
1. 委託者（大株主・経営者等）は受託者（信託）との間で信託契約を締結し、金銭を信託する。
2. 信託契約に基づき、受託者は委託者より信託された金銭を原資として発行会社の発行する新株予約権を引き受け、受益者（従業員等）が確定するまで当該新株予約権を管理する。
3. 発行会社は、あらかじめ定められたガイドラインの規定に従い、人事評価などに基づき各役員・従業員等に対して交付すべき新株予約権の個数を決定し、受託者は発行会社の指示に基づき受益者として選定された役員・従業員等に新株予約権を交付する。
4. 受益者として新株予約権の交付を受けた従業員等は、新株予約権を適宜行使し発行会社の株式を取得する。
5. 株式を取得した従業員等は、取得した株式を市場等で売却することによりキャピタル・ゲインを得る。

### 特徴
信託型ストックオプション制度には、一般的なストックオプション制度に比べて、以下のような５つの特徴がある。
- ストックオプションの付与対象者を事後的に決定することができるため、制度導入後の人事評価などを付与数に反映することができる。
- ストックオプションの発行時に、付与対象者及び付与株式数の詳細を決定する必要がなく、付与条件と上限数を決定するのみで対応できる。
- 制度導入後に入社した役職員等を付与対象者に含めることが可能となり、既存従業員等と同内容のストックオプションを付与することができる。
- 制度導入後に退職者が生じた場合には当該退職者に対してストックオプションを付与しないことが可能となり、付与したストックオプションを消滅させる必要がない。

### 留意点
スキームの概要や特徴に対して、信託型ストックオプション制度には以下の留意点が挙げられる。
- ストックオプションの取得のための原資となる金銭を委託者（オーナー経営者・株主等）が負担しなければならない。
- 信託法や税務上の一定の要件を満たす必要があり、法律・税務の専門家による助言が必要となる。
- 導入企業はストックオプション（新株予約権）を時価発行する必要があり、未上場企業の場合などは時価の把握に専門家の助言が必要となる。
- 人事評価の公平性を担保できない場合、制度の対象者間で不平等感が生じる可能性がある。
- FATF(マネー・ローンダリング等に関する金融活動作業部会)による「新40の勧告」においては「国内外の信託、特に信託会社によって設立されていない、 あるいは管理されていない信託の透明性に関しては、課題がある。」と指摘している[2][3]。
- 同勧告156頁において「日本の民事信託は非常に小さいセクターであるので、重要性に基づくリスクは最小限であると判断した当局の見方は、十分に根拠があると考えられる。」と、160頁において「日本の当局は、日本で運営されている民事信託や外国信託は一般的ではなく、マネロン・テロ資金供与の大きなリスクはないと指摘している。上記のように、この指摘は民事信託においては十分に根拠があるように思われる。」と指摘している。

## 信託を引き受けている主な信託会社
- コタエル信託[4]
- ファースト信託[5]
- 山田エスクロー信託[6]